# Рёцль, Бенедикт
Бенедикт Рёцль (чеш. Benedikt Roezl; 1823—1885) — богемский садовод и путешественник, известный тем, что переслал из Америки в Европу десятки тысяч орхидей.

## Биография
Бенедикт Рёцль родился 13 августа 1823 года в селе Хоромериц (Горомержице) близ Праги. С 13 лет учился на садовника в саду графа Туна в Течене (Дечин). Затем Рёцль работал последовательно в нескольких садах, с 1846 года — в Генте в саду Луи Бенуа ван Гутта. Бенедикт интересовался тропическими растениями, в 1854 году решил отправиться в Америку. В марте он прибыл в Мексику, где поселился в районе порта Сантекомапан. В 1861 году он вместе с французским садоводом Шабе создал в Сантекомапане сад европейских плодовых деревьев.
Во время англо-франко-испанской интервенции в Мексику Рёцль принял сторону мексиканского президента Бенито Хуареса, приславшего в Сантекомапан 200 солдат. Рёцль организовал защиту порта. По его наставлению к колёсам повозок были прикреплены длинные шесты, что делало их издалека похожими на гигантские катапульты. Заметив эти «орудия», французские войска не рискнули захватывать порт.
Затем Рёцль переехал на Кубу. Там он выращивал рами, для производства волокна из которой он создал станок. Во время испытания этого аппарата Рёцль потерял левую руку, впоследствии заменённую металлическим крюком. За создание этого аппарата Бенедикт стал почётным членом Гаванской академии наук. В Сантекомапан Рёцль не вернулся, он передал свой сад племянникам Франку и Эдуарду Клабохам.
Рёцль много путешествовал по Южной и Центральной Америке, затем на короткое время вернулся в Европу, однако в 1872 году отправился в Колорадо. После шести месяцев сбора растений в Колумбии Рёцль решил переехать в Прагу. Его возвращение в Европу было отложено на 8 месяцев по просьбе президента Себастьяна Лердо де Техады, назначившего его архитектором-озеленителем города Мехико.
Бенедикт Рёцль переслал в Европу из Южной Америки от нескольких десятков тысяч до миллиона саженцев растений, большая часть из которых — орхидеи. В 1884 году он посетил Международную садоводческую выставку в Санкт-Петербурге, где был награждён Орденом Святого Станислава императором Александром III.
14 октября 1885 года Бенедикт Рёцль скончался в деревне Смихов под Прагой.

## Память

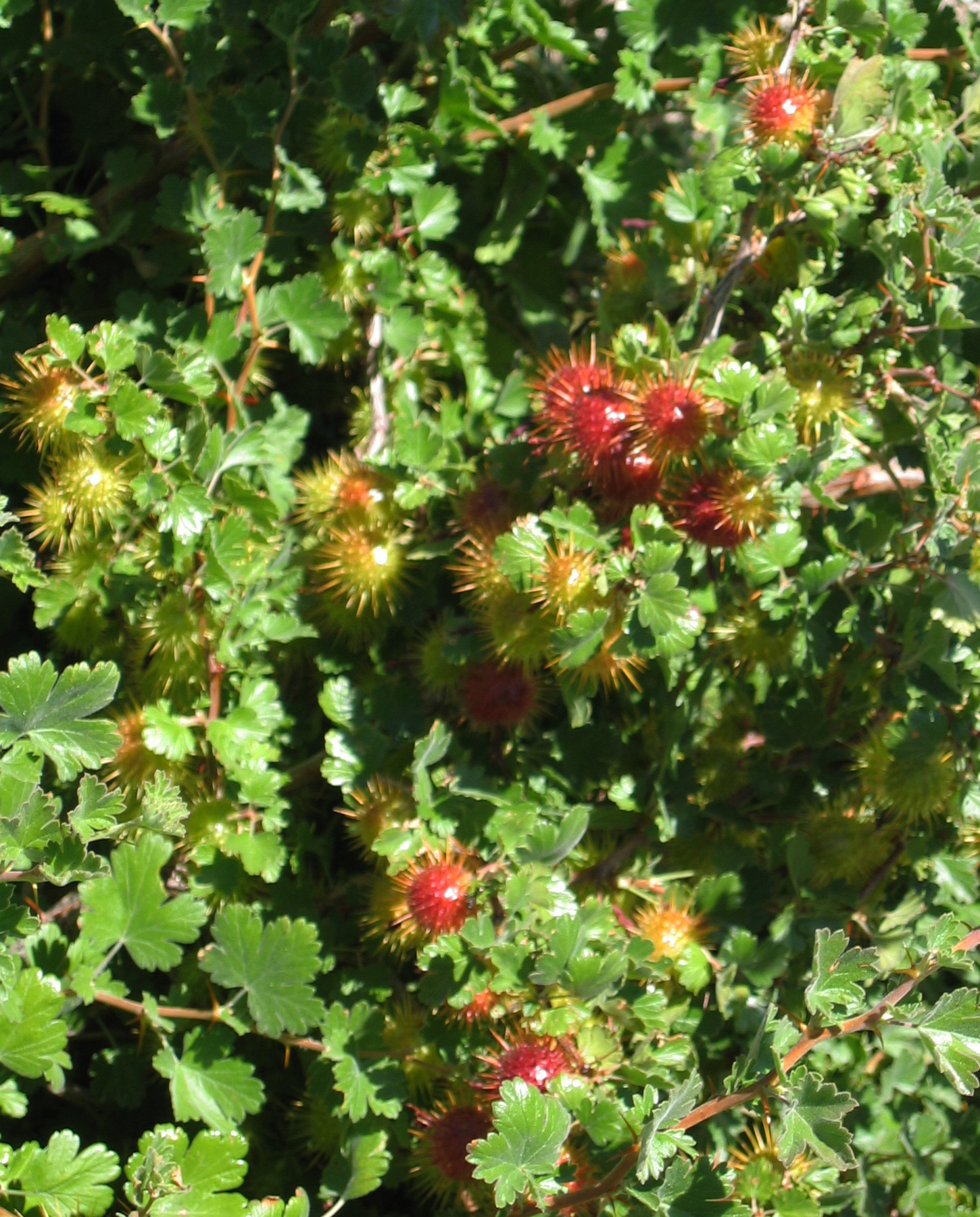

На похоронах Рёцля присутствовал лично кайзер Франц Иосиф I. В Праге был сооружён памятник Рёцлю в полный рост, изображающий Бенедикта с двумя руками, несмотря на то, что известным он стал, уже потеряв руку.
В деревне Сантекомапан в штате Веракрус находится Улица Дона Бенито (Calle Don Benito), названная в честь Бенедикта Рёцля.

### Роды растений, названные в честь Б. Рёцля
- Roezlia Regel, 1872 [syn.  Monochaetum (DC.) Naudin, 1845, nom. cons.]
- Roezliella Schltr., 1918[2]

## Критика
В настоящее время сбор всех видов орхидей запрещён CITES, однако в XIX веке он активно практиковался, что привело к значительному сокращению численности растений в природе. По мнению многих современников, Рёцль занимался сбором растений исключительно для собственной выгоды, не задумываясь о редкости найденных им видов. Единственным методом сбора высоко растущих эпифитов было нанятие нескольких десятков рабочих для рубки деревьев, на которых они росли. При этом древесина этих деревьев обычно не была никак использована и пропадала.

## Некоторые научные работы
- Roezl, B. (1854). Catalogue des graines des Coniferes mexicanes. 34 p.